# Орлов Максим Вячеславович
Орлов Максим Вячеславович — старший солдат розвідник розвідувальної роти 30 окремої механізованої бригади Збройних Сил України учасник російсько-української війни, що загинув в 2023 році у ході російського вторгнення.

## Життєпис
Максим Орлов народився 26 жовтня 1999 року в Лозова Харківської області. До 2012 року мешкав у місті Донецьк, навчався у школі № 102. У лютому переїхав з родиною до Києва. Навчався у школі № 63, яку закінчив зі срібною медаллю.
З 2017 по 2020 рік навчався в Польщі у Вищій школі економіки в місті Радомі, після закінчення якої отримав диплом бакалавра.
У липні 2020 року повернувся в Україну та сам пішов до центру комплектування щоб призвали на строкову військову службу. 
З липня 2020 по грудень 2021 року проходив військову службу на посаді стрільця в Національній гвардії України. З вересня 2020 по грудень 2021 року брав участь в операції Об’єднаних сил у місті Маріуполі. 
Звільнився з військової служби 1 січня 2022 року.
24 лютого 2022 року в день російського повномасштабного вторгнення він  пішов добровольцем до центру комплектування. Цього ж дня був призваний по мобілізації до 30 окремої механізованої бригади Збройних Сил України на посаду розвідника розвідувальної роти, у складі якої з березня 2022 року брав участь у бойових діях на Світлодарській дузі, поблизу населених пунктів Зайцеве, Майорськ.
10 червня 2022 під час виконання бойового завдання в «сірій» зоні у складі розвідувальної групи отримав вогнепальне поранення стегна.
У серпні, після перебування у військовому шпиталі, відмовившись від додаткового лікування, повернувся до свого підрозділу.

## Загибель
З вересня 2022 року був зарахований до екіпажу ударного БпЛА, у складі якого виконував завдання щодо вогневого ураження військової техніки та живої сили противника.
Загинув 26 січня 2023 в районі міста Миколаїв під час виконання чергового бойового завдання.
Похований у Києві на Байковому кладовищі.

## Нагороди та вшанування
- 12 вересня 2023 року — за особисту мужність і героїзм, виявлені у захисті державного суверенітету та територіальної цілісності України, вірність військовій присязі під час російсько-української війни, відзначений — нагороджений орденом «За мужність» III ступеня (посмертно).